# 新口岸倫敦街卡拉OK圍毆命案
新口岸倫敦街卡拉OK圍毆命案是指在2012年12月21日凌晨在澳門新口岸新填海區倫敦街發生的一件命案，15名青年到該區其中一間酒吧消遣。與他們同行的少女到15歲少年即死者的卡拉OK房間玩樂逗留，引起部分同行少年不滿而到死者房間“踩場”，並毆打死者。有人不甘受辱，致電同夥到卡拉OK門口與對方“講數”，雙方再發生衝突。死者被打至倒地後，繼續遭多人襲擊至重傷，送院搶救後傷重不治，所有涉案人士犯案後各自潛逃。司法警察局接到治安警察局通知後展開刑事調查，先於2013年12月21日下午宣佈拘捕7人，其後於2013年1月初將其餘8名涉案人士捉拿歸案，涉案人士合共15人。經過檢察院司法程序後，初級法院於2014年7月25日對本案宣判，裁定其中11人罪名成立，8名少年分別重判入獄8年至8年5個月，3名被告被判監7個月但獲緩刑2年，其餘4名被告獲脫罪。8名重判入獄的少年亦要向死者家屬賠償120萬元。

## 案件經過
2012年12月19日晚上，15名少年到同一間卡拉OK房消遣，同行少女到15歲少年的房間與熟人打招呼，先引起同行少年“紅毛強”不滿，隨後“猩猩”及“肥仔”到死者房間“踩場”，並毆打死者。有人不甘受辱，致電同夥到卡拉OK門口與對方“講數”，雙方再發生衝突。
2012年12月20日凌晨約4時，治安警察局接報位於新口岸新填海區倫敦街近環宇豪庭發生打鬥案，1名15歲青年送院後死亡。根據目擊者的口供，案發時兩幫青年於附近夜店追逐爭吵。其後見到有8至9人毆打1人，1名青年則躺在側邊，其後打鬥的人散去，目擊者報警求助。行兇數人之後繼續追打另一名青少年，街上不斷傳出多名少女尖叫聲。警員和救護員到倫敦街與馬濟時總督馬路交界路中，發現一名青年昏倒地上，現場數名聲稱傷者朋友的少女報稱傷者被八九名青年打傷。救護員查地上傷者呼吸微弱，傷勢嚴重，但無表面傷痕。救護員立即將他送往鏡湖醫院搶救，延至凌晨5時09分證實傷重不治。治安警稱，死者是澳門居民，家屬已到醫院，案件交由司警調查。事件中另一名報稱勸交的女途人遭推倒受輕傷。

## 調查及被捕
案件發生後，司警兇殺組接手調查，於現場一帶街道搜集証據，又到環宇豪庭翻查門口閉路電視錄影，查看行兇者樣貌。追緝多名涉案者下落。司警指兩名主犯得知打鬥釀成命案後逃離澳門，並繼續展開追查階段。
2012年12月21日，司警偵破該案件，拘捕7人，大部分涉案者都有黑社會和傷人案底，司警當時相信包括主謀在內至少3人在逃，其中2人已離開澳門。涉案其中3人是網上被人起底的青年，司警當時呼籲有關人士盡快自首。
司警公佈涉案7人年齡介乎16至22歲，分別包括來自日校和夜校學生，而大部分嫌犯無業加上有傷人或黑社會案底。司警於案發日後當天下午展開拘捕行動，到澳門不同區域涉案人的住所，拘捕了上述七名涉嫌人。經調查相信死者及作案人均與20多名朋友，各自到位於澳門半島皇朝區倫敦街一間卡拉OK租房消遣，期間作案人一方其中一名少女到死者一方的房間與部分相熟的朋友打招呼，因而引起作案人一方不滿。有人到死者一方的房間，先後三次掌摑死者。期後，受害學生一方離開時，又被對方截停毆打，死者倒地後，仍被人用不停踢向頭部，最後引致死亡。死者姓羅，15歲，男性；初步相信是被毆打致死。而大部分傷痕集中頭部。
2013年1月4日，司警又再拘捕七名涉案青年，當中包括事發後潛逃中國大陸的兩名青年，司警於當天凌晨2時許帶數名嫌犯返案發現場重組案情。7人年齡介乎17及18歲，當中多人有勒索、加重盜竊、搶劫及縱火紀錄。司警於該年1月2日再採取行動，分別在澳門不同地點再拘捕五名涉案青年。期後根據資料，司警員於同日在關閘截獲案發後即潛逃返珠海的兩名涉案青年。上述被捕人士承認參與有關犯罪活動。

## 檢控程序
2013年1月6日，檢察院完成初步偵訊工作，七名涉案嫌疑人當中四人已被採取羈押的強制措施。除上述七名嫌疑人當中四人被羈押外，檢察院在2012年12月下旬也對涉及案中其他八名嫌疑人完成初步偵訊，當時也有三人被羈押。而檢察院提醒家長和社會各界，注意青少年的交友情況，應進一步加強對青少年的關心和教育，提高他們的守法意識，以免誤交損友而墮入法網。
2014年1月30日，檢察院完成偵訊檢控工作，涉案15名青少年分別被控加重傷害、嚴重傷害致死罪，案件已移送法院排期審訊。另外，檢察院呼籲家長及社會關注青少年的社交情況，尤其是節日期間為青少年提供正當娛樂，努力造就青少年健康成長的社會環境。

## 審訊過程
2014年4月24日，本案於初級法院開審，涉案15人中其中11人被羈押，主謀“猩猩”保持緘默，綽號“紅毛強”的主謀則堅稱無打死者，拒認因與鄰房“爭女”起爭執，不知事發原因，甚至曾幫忙勸交，見“猩猩”被打才召眾還手。除六名學生以外，其餘被告最高學歷只有初二程度，最早於小五輟學。部分被告包括“紅毛強”、“猩猩”等被控嚴重傷害身體完整性致死亡，亦有人被控兩項加重傷人罪。
2014年4月30日，案件審訊完成第五及第六名被告自辯。兩人依然無法解釋打鬥起因，但誰人參與打死者卻出現兩個版本。作供將“紅毛強”及“青檸”排除在外，早前的口供卻指打人者有“紅毛強”、“猩猩”及“青檸”，並言之鑿鑿，惹來法官質疑。案件押後月底續審。
2014年6月18日，案件續審，多名證人作供時表示目睹“紅毛強”及“猩猩”向死者施襲，亦有證人指證“肥仔”，但不認得其餘被告。死者母親在出庭時表明不向各被告索償，表示“賠幾多錢畀我都冇用。” 當天第十五被告周某自辯時稱，目睹首被告“紅毛強”及第五被告方某走向死者，但沒留意誰人襲擊死者。早前口供為何提及“紅毛強”、方某及第七被告關某與十多人一同毆打死者？其解釋當時誤會關某打的人是死者，自己亦在打人，不可能清楚留意。 當晚兩幫人在卡拉OK門口打鬥時，有三名途經目擊的少女出庭，俱指證“紅毛強”襲擊死者。有兩人能指出“猩猩”打死者，譚姓少女稱目睹第三被告“肥仔”用腳踢死者頭部，其後再踹了一腳。並見到被告周某在場，但不肯定其有否參與打鬥。 花名“金毛”的證人稱，當晚已聽聞因“爭女”引發衝突，“紅毛強”無故衝入房打死者，朋友着其幫死者“還拖”。到場後與“猩猩”及一女子談判，“猩猩”承認打死者，惟最終談不攏，繼而動武。“紅毛強”緊接現身，又有十多人來勢洶洶，從卡拉OK衝出來，死者方見形勢不利，立即四散。他只見“殺手”被追打。有死者的朋友稱，見到“猩猩”在卡拉OK房打死者，但另一證人則指是“紅毛強”，其並用玻璃杯擲向死者，印象中“猩猩”在場。
2014年6月19日，懷疑引發衝突的肇事少女出庭作證，但表示不知爭執起因，稱當晚“紅毛強”衝入死者房間，不由分說就打人，對於爭執內容一概忘記，又稱不是“紅毛強”喜歡的對象。法庭播放一段分錄影片段，司警從旁協助分析。但司警表示此人並非本案的受害人，死者的血鬥位置並沒閉路電視拍攝到。法庭選擇在下堂聆訊時再播放其餘錄像。下午庭審中，疑為引發衝突導火線的少女出庭，其臉上仍帶稚氣，令一律師誤以為未夠十六歲，不用宣誓。當法庭一再質疑肇事起因、雙方在房間爭執時的對話等，少女表示不知道，並一概回應“唔記得”。另一名辯方證人為第三被告“肥仔”的朋友表示，當時去飲酒時只認識“肥仔”，與其他在場的人不相熟。發生衝突時留在房間，在打鬥發生前目擊到“紅毛強”及“猩猩”打死者。至於施襲、襲擊過程表示忘記，被法官作出提醒，證人表示“肥仔”初時衝落去時踢了死者一腳，之後行開，至死者倒下，走到死者身邊，踢了他胸部位置。
2014年6月26日，有報道指案中前報道第十一被告林某的好友指，林某除了此案外沒參與打鬥行為。其代表律師致電澳門日報表示，當時證人在庭上表示，林某沒有提及參與打鬥行為，沒有提及該案件。
2014年7月1日，案件進入結案陳詞。檢察官認為整件事中被告打人動機微不足道，並有共同犯罪決意，要為死者的死亡負上責任，請法庭嚴懲有份打死者的被告。多名辯護律師反駁控方觀點，指出不能無限引伸微不足道的原因牽涉案中其他情節，第二次打鬥是由於死者的挑釁，亦沒有足夠證據證明被告實施了被指控的行為，應予以開釋或改判普通傷人罪。控方在結案陳詞中表示，綜合證據指出是由於首被告“紅毛強”不滿女子到死者房間耍樂，利用暴力襲擊死者，因一件小事而變成一場命案，認為街頭的打鬥並非單一的報復行為，要整體分析，具前因後果，雖然中間有少許間斷，但整件事密切相關，不能分割一小段審視。至於共犯問題，部分被告襲擊死者腳部等位置，並不足以致死，但被告有共同犯罪決意，要為人命負上責任，有六至七人同時打死者，不可能全中要害。短短的一至兩分鐘，相信被告不用十秒，先打死者，再打案中傷者。而有證人更指死者頭部被撞向鐵柱、被磚頭襲擊，足以想像暴力程度，死者當時的處境是如何無助；最後控方要求，法庭嚴懲有份打死者的被告，希望各人知道事件的嚴重性，汲取教訓。而代表“紅毛強”和“猩猩”的辯方律師表示，認為只有人證但沒有足夠物證去指證被告有罪。加重情節部分沒人說得出由一名女承而起，兩方各有社團背景，恩怨情仇可能不是一時引發。關於死者死亡的責任，司警報告中亦提及雙方都有責任，相信是次被告理論時對方挑釁，才發生打鬥。特別是死者的契哥，應以合法途徑解決問題，並非以牙還牙。兩名被告案發後離開澳門，辯方律師則表示並非潛逃，而是後來決定回澳自首。代表“肥仔”的律師指出，案件所有證據產生於人證，並無物證指證第三被告。綜合多名證人所言，律師認為只能證明第三被告踢了死者一腳，不能因此斷言存在嚴重傷人致死的含意。只踢一腳就要負上如此嚴重的指控，有欠公允，請求法庭開釋被告嚴重傷人致死的指控，改判一項普通傷人罪。多名律師替其所代表的被告辯護時亦提出改判普通傷人罪，甚至應該開釋被告。在多名辯方律師完成結案陳詞後，第一被告“紅毛強”補充說事由不是“爭女”，承認在樓上犯錯，但樓下是第二被告“猩猩”被打，才着朋友幫忙，不然被打死的可能是“猩猩”，希望法庭還他及死者公道。第八被告“青檸”稱案發時在另一卡拉OK，不是在事發的卡拉OK打“殺手”（其中一名受害人），“猩猩”被打時他在人群中，飲酒後無故被打，才追對方。第十二被告陳某冀法庭公平裁決；第十三被告容某稱案發後感到後悔，事件給他帶來很大壓力及擔心家人。其餘被告放棄發言。

## 判決

### 初級法院
2014年7月25日，初級法院對本案作出宣判，其中3名被告包括李梓強“紅毛強”、談子進“猩猩”、胡志偉“肥仔”被法庭判定入獄8年3個月和8年5個月，另外5名被告被判監8年至8年2個月，3名被告被判監7個月但獲緩刑2年，其餘4名被告獲脫罪。8人亦要向死者家屬賠償120萬元。 法官蕭偉志宣判時說，不明白各被告為何因小事而犯下嚴重罪行，認為案情嚴重，被告等人很難提前獲釋，希望被告等反省和改過。

### 中級法院
2015年4月2日，中級法院駁回其中八名被告上訴。中級法院合議庭在判詞中強調，有關受害人死亡方面的案情極之嚴重，為預防他人將來重蹈各上訴人的覆轍，即使第二、第五嫌犯犯案時未滿十八歲，無論如何也不得啟動法律中的刑罰特別減輕機制。

## 涉案人士
| 被告次序   | 姓名 （暱稱）    | 案發時年齡 | 犯案紀錄           | 控罪                                                                                         | 裁決 （判決年份）    | 備註                   |
| 第一被告   | 李梓強（紅毛強） | 19         | 勒索、加重盜竊     | 一項嚴重傷害他人身體完整性致死亡罪及兩項嚴重傷害他人身體完整性罪                             | 八年三個月           | 案發前任職散工         |
| 第二被告   | 談子進（猩猩）   | 17         |                    | 一項嚴重傷害他人身體完整性致死亡罪、兩項嚴重傷害他人身體完整性罪及兩項加重傷人罪（兩罪合併） | 八年五個月           |                        |
| 第三被告   | 胡志偉（肥仔）   | 21         | 加重搶劫           | 一項嚴重傷害他人身體完整性致死亡罪及兩項嚴重傷害他人身體完整性罪                             | 八年三個月           | 案發前任職賭場公關     |
| 第四被告   | 郭耀榮           | 18         | 縱火               | 一項嚴重傷害他人身體完整性致死亡罪及兩項嚴重傷害他人身體完整性罪                             | 八年                 |                        |
| 第五被告   | 方輝             | 17         | 搶劫               | 一項嚴重傷害他人身體完整性致死亡罪及兩項嚴重傷害他人身體完整性罪                             | 八年                 | 案發前任職廚房學徒     |
| 第六被告   | 歐陽永幸         | 17         |                    | 一項嚴重傷害他人身體完整性致死亡罪及兩項嚴重傷害他人身體完整性罪                             | 八年兩個月           | 案發當天為“壽星仔”     |
| 第七被告   | 關文浩           | 17         |                    | 一項嚴重傷害他人身體完整性致死亡罪及兩項嚴重傷害他人身體完整性罪                             | 八年兩個月           | 案發前任職舞台搬運散工 |
| 第八被告   | 陳偉俊（青檸）   | 16         | 搶劫、傷人         | 一項嚴重傷害他人身體完整性致死亡罪及兩項嚴重傷害他人身體完整性罪                             | 八年                 | 學生                   |
| 第九被告   | 劉姓青少年       | 16         | 脫罪               | 脫罪                                                                                         | 脫罪                 | 學生                   |
| 第十被告   | 何姓青年         | 18         | 脫罪               | 脫罪                                                                                         | 脫罪                 | 當鋪學徒               |
| 第十一被告 | 林姓青年         | 19         | 脫罪               | 脫罪                                                                                         | 脫罪                 | 學生                   |
| 第十二被告 | 陳姓青年         | 16         | 脫罪               | 脫罪                                                                                         | 脫罪                 | 學生                   |
| 第十三被告 | 容姓青少年       | 17         |                    | 兩項加重傷人罪                                                                               | 監禁七個月，緩刑兩年 | 學生                   |
| 第十四被告 | 黃姓青年         | 18         | 縱火               | 兩項加重傷人罪                                                                               | 監禁七個月，緩刑兩年 | 學生                   |
| 第十五被告 | 周姓青年         | 18         | 曾涉打鬥案和解收場 | 兩項加重傷人罪                                                                               | 監禁七個月，緩刑兩年 | 燈光學徒               |

## 影響
命案發生後初期，網上社交平台和討論區對這宗兇案議論紛紛，期後有人發放多張聲稱為行兇者的相片，並列出該行兇者的身分資料，及他曾犯的多宗傷人，與未成年少女發生性行為及爆竊，被捕入獄的資料紀錄。另有敘述事件經過，稱雙方於酒後因小事，聯同數名兇徒持武器毆打該15歲學生，直至受害者口吐鮮血倒地。兇徒亦曾體力不支休息，後又繼續毆打受害者，直至受害者無任何知覺，奄奄一息後帶笑散去。網上亦有未經證實消息指出死者與多名男女青年到倫敦街一夜店消遣，當中一名少女與鄰檯一班青年相識，期間有人向該少女搭訕，引起現場人士不滿與對方爭吵。及後更發生追逐毆鬥。而受害學生被人用伸縮警棍狂打致死。
2013年1月，時任新口岸坊會理事長戴鷹表示，對區內發生青少年毆鬥至死事件，給澳門青少年問題及區內治安再度敲響警號，希望當局高度關注，坊會建議增加區內青少年活動場所，特別是在深夜時段及節日，加派警員巡邏以發揮阻嚇作用，及在遇有意外或罪案發生時，能迅速趕抵現場跟進。坊會又建議盡快於區內治安黑點加裝天眼，以起警惕及撲滅罪行之用。他認為今次事件揭示區內警力不足、打擊罪案乏力等問題，建議當局加派警員於深夜及節日期間在區內巡邏，特別區內的多條行人隧道，並經常定期更改巡邏路線，增派便衣警員等，以發揮阻嚇作用；坊會更要求當局盡快在區內治安黑點增設天眼，加強阻嚇力。街坊會高度關注區內青少年流連街頭問題，認為該區嚴重缺乏青少年夜間活動的社區場所。認為新口岸區賭場林立，區內提供予青年的健康活動空間和場所缺乏，區內卡拉OK或夜場成為了青少年流連熱門地，給社區環境和區內青少年發展造成不良影響，蘊釀更多社區問題。